# Сирватка Іван Ігорович
Іва́н І́горович Сирва́тка (19 січня 1993 — 6 серпня 2014) — солдат Збройних сил України, учасник російсько-української війни.

## Короткий життєпис
Іван Сирватка народився 19 січня 1993 року в с. Суховоля, Городоцького району Львівської області. У 2010 році закінчив 11 класів Суховольської ЗОШ І—ІІІ ступенів, у 2012 році — Львівський професійний ліцей залізничного транспорту за спеціальністю «Електрогазозварник. Коваль на молотах і пресах».
Пройшов строкову військову службу в ЗС України.
Солдат, водій БТР 51-ї окремої механізованої бригади (Володимир-Волинський). У зоні АТО перебував чотири місяці.
Загинув у бою біля села Красний Яр (Краснодонський район) на Луганщині, коли прикривав відхід бійців 51-ї бригади. Був водієм БТР та виконував функції електрика.
Похований 12 серпня 2014-го в Суховолі.
Без Івана лишились батьки.

## Нагороди та вшанування
- 15 травня 2015 року — за особисту мужність і героїзм, виявлені у захисті державного суверенітету та територіальної цілісності України, вірність військовій присязі під час російсько-української війни, відзначений — нагороджений орденом «За мужність» III ступеня (посмертно)
- його портрет розміщений на меморіалі «Стіна пам'яті полеглих за Україну» в Києві: секція 2, ряд 6, місце 23
- вшановується 6 серпня на щоденному ранковому церемоніалі вшанування захисників України, які загинули цього дня в різні роки внаслідок російської збройної агресії на Сході України.[3]